# Burjassot
Burjassot, en valencien et officiellement, (Burjasot en castillan), est une commune d'Espagne de la province de Valence dans la Communauté valencienne. Elle est située dans la comarque de l'Horta Nord et dans la zone à prédominance linguistique valencienne.

## Géographie

Localisation de Burjassot
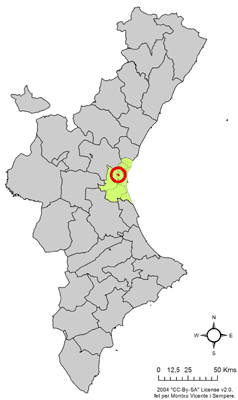
dans la Communauté valencienne.
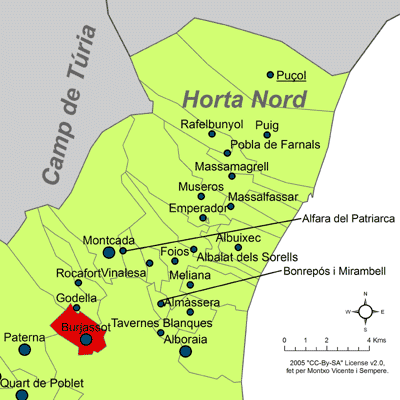
dans la comarque de l'Horta Nord.

### Infrastructures et voies d'accès
La commune de Burjassot est desservie par la ligne 1, la ligne 2 et la ligne 4 du métro de Valence.

## Politique et administration
La ville de Burjassot comptait 38 880 habitants aux élections municipales du 28 mai 2023. Son conseil municipal (en espagnol : Pleno del Ayuntamiento) se compose donc de 21 élus.
Faisant partie de la banlieue rouge de Valence, la municipalité a été quasi-uniquement dirigée par le Parti socialiste depuis 1979.

### Maires
| Mandat    | Maire | Maire                            | Parti | Majorité |
| --------- | ----- | -------------------------------- | ----- | -------- |
| 1979-1983 |       | Marcos González Marimón          | PSOE  | 10 / 21  |
| 1983-1987 |       | José López Domingo               | PSOE  | 14 / 21  |
| 1987-1991 |       | José Luis Andrés Chavarrías      | PSOE  | 11 / 21  |
| 1991-1995 |       | José Luis Andrés Chavarrías      | PSOE  | 12 / 21  |
| 1995-1999 |       | José Luis Andrés Chavarrías      | PSOE  | 10 / 21  |
| 1999-2003 |       | José Luis Andrés Chavarrías      | PSOE  | 12 / 21  |
| 2003-2007 |       | José Luis Andrés Chavarrías      | PSOE  | 11 / 21  |
| 2007-2011 |       | José Luis Andrés Chavarrías      | PSOE  | 9 / 21   |
| 2011-2015 |       | Jordi Sebastià                   | BLOC  | 2 / 21   |
| 2011-2015 |       | Rafael García García (ca) (2014) | PSOE  | 8 / 21   |
| 2015-2019 |       | Rafael García García (ca)        | PSOE  | 8 / 21   |
| 2019-2023 |       | Rafael García García (ca)        | PSOE  | 12 / 21  |
| 2023-2027 |       | Rafael García García (ca)        | PSOE  | 12 / 21  |

### Sources
- (es) Varaciones de los municipios de España desde 1842, Ministerio de administraciones públicas, octobre 2008, 364 p. (lire en ligne) [PDF]